# Crvenkasta gljivica
Crvenkasta gljivica (lat. Laccaria laccata) vrsta je jestive gljive. Raste širom Europe i Sjeverne Amerike. Nema neki izraziti okus niti miris no često raste u velikoj količini pa se usprkos male veličine može koristiti za jelo. Po novijim istraživanjima gljiva je i ljekovita.

## Taksonomija
Crvenkastu gljivicu je prvi opisao tirolski prirodoslovac Giovanni Antonio Scopoli 1772. kao Agaricus laccatus, prije nego što joj je Mordecai Cubitt Cooke 1884. dao sadašnje binomno ime. Specifični epitet izveden je iz latinskog pridjeva laccatus 'lakiran' ili 'sjajan' '. Clitocybe laccata je stari alternativni naziv. Var. pallidifolia, koju je opisao Charles Horton Peck, najčešća je sorta pronađena u Sjevernoj Americi.

## Opis
Mala gljiva s klobukom promjera 2 – 6 cm, konveksna kad je mlada, a kasnije se spljošti ili čak ulegne u sredini. Boje mogu biti različite nijanse ružičaste boje npr.poput lososa, ciglastocrvene ili nijanse narančaste ili smeđe kad je vlažna ili mlada, a tamnija i bljeđa kad je suha. Vlaknasti stručak je visine 2 – 10 cm i 3 – 10 mm širok. Nepravilne lamele su široko razmaknute i spuštene ili prirasle, a slične su boje kao i klobuk, iako pobijele od spora kako gljiva sazrijeva. Otisak spora je bijel, a okrugle bodljikave spore promjera su 7 – 10 μm. Meso je tanko i slabog okusa.

## Stanište
Laccaria laccata nalazi se u raštrkanim skupinama u šumovitim područjima, na vrištinama, često na siromašnom tlu. Vrlo je česta u svim sjevernim umjerenim zonama, ali preferira hladniju klimu. L. laccata je mikorizna s nekoliko vrsta drveća, uključujući članove porodica Pinaceae (borovke), Fagaceae (bukovke) i Betulaceae (brezovke). Nalazi se diljem Europe i Sjeverne Amerike, južno do Meksika i Kostarike. Vrste Laccaria su mikorizne, a neki ih smatraju pionirskim vrstama. 

## Jestivost
Iako mala, crvenkasta gljivica je jestiva i blagog je okusa. Žilavi stručci se ne jedu. To je jedna od mnogih gljiva koje tradicionalno jedu Zapoteci iz Oaxace u Meksiku. Međutim, važno ju je razlikovati od potencijalno smrtonosnih malih smeđih gljiva.

## Vanjske poveznice
https://www.plantea.com.hr/crvenkasta-gljivica/